# PNC Bank Building
PNC Bank Building – wieżowiec w Filadelfii w Stanach Zjednoczonych. Jest wysoki na 150 metrów. Został wybudowany w roku 1983. W jego budowę były zaangażowane m.in. takie firmy jak: HRPT Properties Trust, Skidmore, Owings & Merrill LLP, George A. Kennedy & Associates. Powstał on na miejscu, w którym wcześniej stał Fox Building.